# Єгоров Олександр Миколайович
Олександр Миколайович Єгоров (* 6 жовтня 1965 р., м. Донецьк, Україна;) — Народний депутат України VI та VII скликань, член Партії регіонів. 

## Освіта
1992 р. — Донецький державний університет, спеціальність — «економіст»
2004 р. — Академія державного управління при Президентові України, магістр державного управління

## Трудова діяльність
1983 — 1995 рр. — працював на різних підприємствах м. Донецьк
1995 — 1998 рр. — працював у міськвиконкомі Донецької міськради
1998 р. — був обраний секретарем Донецької міської ради
2002 р. — був обраний секретарем Донецької міської ради
З 2004 по 2005 рр. — радник Віце-прем'єр-міністра України
2005 р. — старший консультант Секретаріату ВРУ Комітету ПЕК
2006 — 2009 рр. — голова наглядової ради ТОВ «Актив —Банк»
2009 — 2010 рр. — секретар Федерації Професійних спілок України
Народний депутат VI скликання. На парламентських виборах 2012 р. — був обраний народним депутатом України VII скликання за списком Партії регіонів
За свідченням Олександра Попова слідкував за розгоном студентів 30 листопада 2013 р.

## Сім'я
Одружений. Виховує сина і двох доньок